# Obervermuntwerk
Das Obervermuntwerk (OVW) ist ein Hochdruck-Speicherkraftwerk der illwerke vkw AG am Vermuntsee im österreichischen Bundesland Vorarlberg. Es ist Teil der Kraftwerksgruppe Obere Ill-Lünersee.

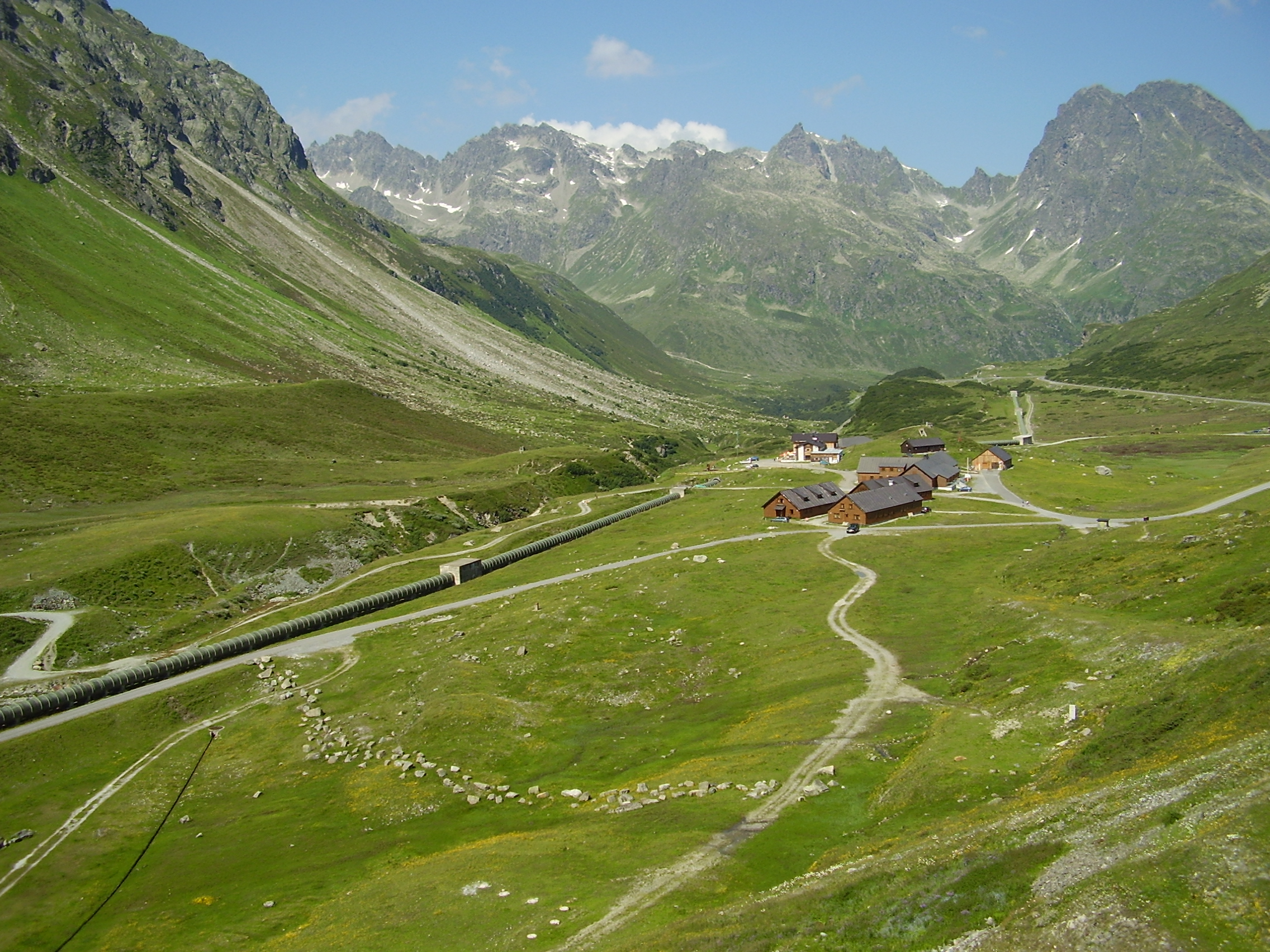
Ehemalige oberirdische Druckrohrleitung vom Silvretta-Stausee zum Obervermuntwerk I

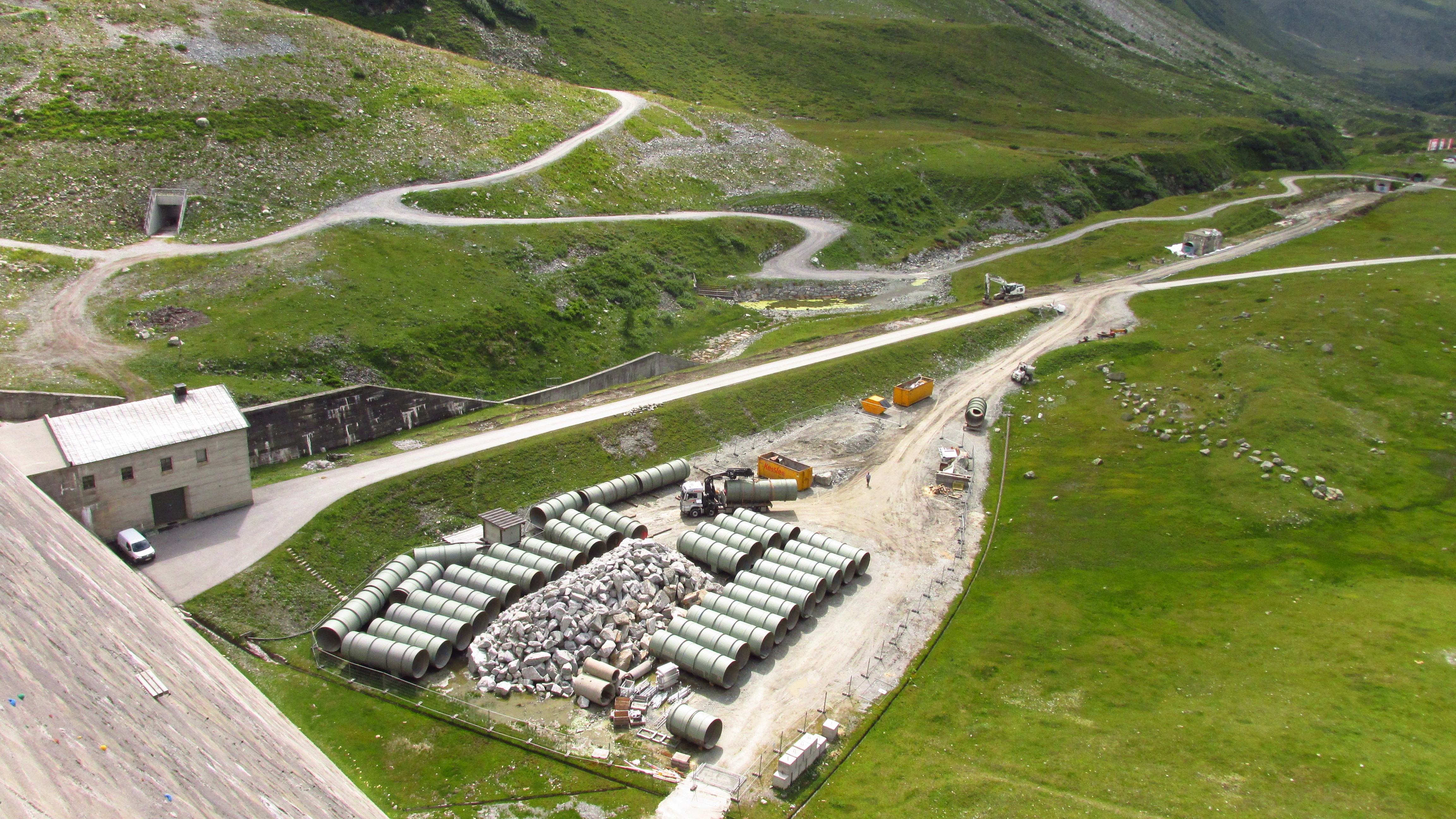
Demontage der ausgedienten Druckrohrleitung im Juli 2020.

Auf 1743 m ü. A. am Ufer des Vermuntsees im Gemeindegebiet von Gaschurn liegend, nutzt das Kraftwerk den Höhenunterschied von 287 m zum darüber liegenden Silvretta-Stausee zur Erzeugung von elektrischer Energie. Das Kraftwerk hat eine Engpassleistung von 29 Megawatt und ein Regelarbeitsvermögen (durchschnittliche jährliche Energieproduktion) von 45 GWh.

## Geschichte
Mit dem Bau des Obervermuntwerks (I) wurde im Jahr 1938 begonnen. Fünf Jahre später, im Jahr 1943, konnte das Kraftwerk in Betrieb genommen werden. Zur damaligen Zeit waren die 19-MVA-Drehstromgeneratoren die größten bis dahin in Österreich gefertigten Wasserkraftgeneratoren.
Seit das Obervermuntwerk II 2019 in Betrieb ging, sind dieses und das Obervermuntwerk I über einen gemeinsamen, neu angelegten Druckstollen an den Silvretta-Stausee angebunden. Zwischen Mitte 2020 und Ende 2021 wurde die alte oberirdische Druckrohrleitung abgebaut.

## Technik
Eine 3,27 km lange, oberirdische Druckrohrleitung mit einem Innendurchmesser von 2,40 bis 2,10 Metern führte vom Silvretta-Stausee (2030 m ü. A.) zum Krafthaus.
Das Kraftwerk verfügt über zwei vertikalachsige Maschinengruppen. Jede Maschinengruppe besteht aus einer Francis-Spiral-Turbine, Druckregler und Drehstromgenerator. Jede Turbine erzeugt bei einem Durchfluss von 7 m3/s, einer Rohfallhöhe von 291 m und einer Drehzahl von 600 min−1 eine Nennleistung von 18,1 MW. Die Generatoren haben eine Nennspannung von 6 kV und eine Nennleistung von 19 MVA.
Die Turbinenengpassleistung des OVW beträgt 29 MW, diese haben ein Regeljahresarbeitsvermögen von rund 45 Mio. kWh (Primärenergie).
Die Spannung der Generatoren wird über Blocktransformatoren auf 20 kV umgespannt. Über eine Innenraumschaltanlage ist das Kraftwerk an das Stromnetz auf der 20-kV-Ebene angebunden. Der Abtransport der Energie erfolgt bis Trominier per Erdkabel, von dort zur Umspannanlage des Vermuntwerks per Freileitung. Zur Eigenstromversorgung steht ein Haustransformator mit einer Leistung von 0,15 MVA zur Verfügung.